# Leibniz-Institut für Agrartechnik und Bioökonomie
Das Leibniz-Institut für Agrartechnik und Bioökonomie (ATB) ist eine Forschungseinrichtung mit Sitz in Potsdam. Seine Forschungsaktivitäten sind der anwendungsorientierten Grundlagenforschung im Fach der Naturwissenschaften auf dem Gebiet der Agrarwissenschaft, der Ingenieurwissenschaft und der Biotechnologie zuzuordnen. Das Institut ist Mitglied der Leibniz-Gemeinschaft.

## Geschichte
Die Geschichte des Instituts geht auf das Jahr 1927 zurück, als auf dem „Gut Bornim“ vom „Institut für Betriebslehre und Arbeitswirtschaft“ der Landwirtschaftlichen Hochschule Berlin ein Versuchsgut für Landarbeit unter Ludwig-Wilhelm Ries gegründet wurde. Im Jahr 1933 wird das Versuchsgut in die selbständige „Preußische Versuchs- und Forschungsanstalt für Landarbeit“ umgewandelt.
Am 26. April 1945 wird das Versuchsgut Bornim von der Roten Armee besetzt und zur eigenen Versorgung genutzt. Das Versuchsgut wird 1952 von der sowjetischen Armee an die inzwischen in der DDR gegründeten „Deutschen Akademie der Landwirtschaftswissenschaften“ übergeben und der Forschungsbetrieb als „Institut für Landtechnik“ (IfL) wieder aufgenommen.

Nach der Wende wurde das Institut, so wie alle Einrichtungen der Akademie der Wissenschaften der DDR, einer Evaluation durch den Wissenschaftsrat unterzogen. Der Wissenschaftsrat empfahl den Fortbestand der landtechnischen Forschung in Bornim. Daraufhin wird 1992 das Institut für Agrartechnik Bornim e.V. gegründet und in die gemeinsame Förderung von Bund und Ländern als Blaue-Liste-Institut aufgenommen. Im Jahr 2002 erfolgte die Umbenennung in „Leibniz-Institut für Agrartechnik Potsdam-Bornim e.V.“, im Jahr 2016 die Namenserweiterung zur heutigen Form. 

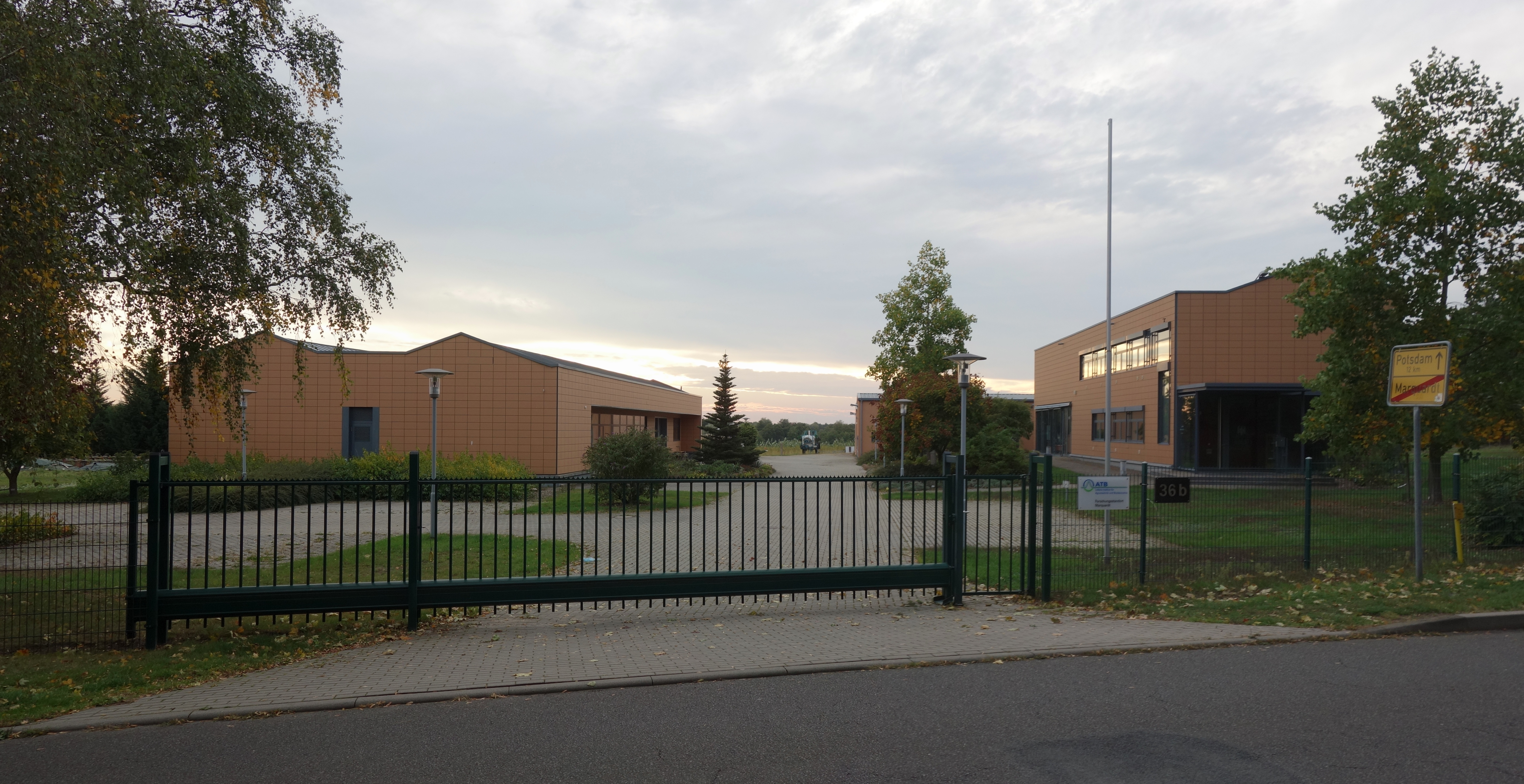
Standort Potsdam-Marquardt

## Aufgaben
Das Institut betreibt anwendungsorientierte Grundlagenforschung in allen Bereichen der Agrartechnik.
Die Forschungsfelder des Instituts sind:
- Umweltverträgliche und wettbewerbsfähige landwirtschaftliche Produktionsverfahren,
- Qualität und Sicherheit von Lebens- und Futtermitteln,
- Nachwachsende Rohstoffe und Energie im ländlichen Raum.

Die Forschungsarbeit des Instituts gliedert sich in sechs Fachabteilungen:
- Bioverfahrenstechnik,
- Technikbewertung und Stoffkreisläufe,
- Technik der Aufbereitung, Lagerung und Konservierung,
- Technik im Pflanzenbau,
- Technik in der Tierhaltung,
- Technik im Gartenbau.

Die wissenschaftliche Fachbibliothek des Instituts verzeichnet einen Bestand von rund 30.000 Bänden.

## Finanzierung
Nach dem Finanzierungsmodell der so genannten Blaue-Liste-Einrichtungen wird das Institut in Form einer Fehlbedarfsfinanzierung hälftig aus Mitteln des  Bundes und der Länder finanziert. Der Bundesanteil wird vom Bundesministerium für Ernährung, Landwirtschaft und Verbraucherschutz getragen, der Länderanteil zu drei Viertel vom Ministerium für Ländliche Entwicklung, Umwelt und Verbraucherschutz des Landes Brandenburg. Das restliche Viertel des Länderanteils wird nach dem Königsteiner Schlüssel auf alle Länder aufgeteilt.
Der Jahresetat setzte sich 2010 aus 8,3 Mio. Euro Grundfinanzierung und 3,1 Mio. Euro Drittmitteln zusammen.